# 方兴镇
方兴镇，是中华人民共和国四川省成都市新津区曾经下辖的一个镇。2019年12月，撤销方兴镇，将其所属行政区域划归安西镇管辖。

## 行政区划
方兴镇撤销前下辖以下地区：
方兴社区、花碑社区、白鹤村、柏杨村和大安村。